# Jana Klinge
Jana Klinge (* 24. November 1980 in Osnabrück) ist eine deutsche Schauspielerin und Hörspielsprecherin. Ihre Karriere begann sie als Theaterschauspielerin. Seit 2005 steht sie für Film und Fernsehen vor der Kamera. Einem breiten Fernsehpublikum wurde sie durch die Krimiserien R.I.S. – Die Sprache der Toten und Nord bei Nordwest bekannt.

## Leben

### Herkunft und Ausbildung
Jana Klinge verbrachte ihre Kindheit in Lechtingen. Erste Schauspielerfahrungen sammelte sie beim Schultheater der Angelaschule Osnabrück. Ihr Abitur machte sie am dortigen Ernst-Moritz-Arndt-Gymnasium. Anschließend absolvierte Klinge von 2002 bis 2006 ein Schauspielstudium in Potsdam an der Hochschule für Film und Fernsehen „Konrad Wolf“ am Studio Babelsberg, welches sie mit staatlichem Diplom abschloss.

### Theater, Film und Fernsehen
Klinge wirkte in zahlreichen Theaterinszenierungen – unter anderem in modernen Stücken wie Wir Kinder vom Bahnhof Zoo an den Sophiensaelen Berlin oder in klassischen Stücken, wie die Titelrolle in Theodor Fontanes Effi Briest oder in Fontanes Frau Jenny Treibel am Hans Otto Theater Potsdam oder in William Shakespeares Wie es euch gefällt am Theater am Kurfürstendamm Berlin.
Seit 2005 steht Klinge auch regelmäßig in Film- und Fernsehproduktionen vor der Kamera. Ihr Fernsehdebüt gab sie unter der Regie von Jörg Grünler in der Rolle der adligen Magda von Hohenau in dem ZDF-Zweiteiler Das Geheimnis des roten Hauses. 2006 war sie in Dieter Berners Berliner Reigen, der auf dem Theaterstück Der Reigen von Arthur Schnitzler basiert, als süßes Mädel Andrea erstmals auf der Kinoleinwand zu sehen. Im Fernsehen spielte sie im selben Jahr in Michael Kreihsls Fernsehkomödie Trau’ niemals deinem Schwiegersohn an der Seite von Walter Sittler und Teresa Harder deren Filmtochter Lara König.
Klinge wurde wiederholt in festen Serienrollen besetzt. Von 2007 bis 2008 spielte sie als Biologin und Informatikerin Marie Severin neben Julian Weigend in der Sat.1-Serie R. I. S. – Die Sprache der Toten in einer Hauptrolle. 2009 gehörte sie in der 19-teiligen ARD-Familienfernsehserie Geld.Macht.Liebe als Pferdegestütseigentümerin Elena von Rheinberg La Rocca zur Stammbesetzung. Seit 2021 verkörpert sie neben Hinnerk Schönemann und Marleen Lohse in der ARD-Krimireihe Nord bei Nordwest die Kieler Oberkommissarin Hannah Wagner, die nach dem Serientod der vorherigen Kommissarin Lona Vogt (Henny Reents) zur Schwanitzer Polizei wechselt und deren Posten übernimmt.
Jana Klinge ist Mitglied im Bundesverband Schauspiel (BFFS).

### Privates
Klinge lebt in Berlin.

## Filmografie

### Filme
- 2005: Das Geheimnis des roten Hauses (Zweiteiler)
- 2006: Nachtwandler (HFF Potsdam)
- 2006: Berliner Reigen (Kino)
- 2006: Unsere Grenzen (Deutsche Film- und Fernsehakademie Berlin)
- 2006: Trau’ niemals deinem Schwiegersohn
- 2009: 21:37 (Kino)
- 2010: Die Route
- 2010: Pediküre (Deutsche Film- und Fernsehakademie Berlin)
- 2012: Nicht mit mir, Liebling
- 2017: Elja – 376 A.D.
- 2018: Abgeschnitten (Kino)
- 2022: Alle wollen geliebt werden

### Fernsehserien und -reihen
- 2006: Inga Lindström: Wolken über Sommarholm
- 2007–2008: R.I.S. – Die Sprache der Toten (25 Folgen)
- 2008: Polizeiruf 110: Taximord (Fernsehreihe)
- 2008: Der Kriminalist (Folge Bluesgewehr)
- 2009: SOKO Köln (Folge Ein echter Schuss)
- 2009: Geld.Macht.Liebe (20 Folgen)
- 2010: Emilie Richards – Zeit der Vergebung
- 2011, 2016: Alarm für Cobra 11 – Die Autobahnpolizei (verschiedene Rollen, 2 Folgen)
- 2012: Der Dicke (Folge Zu viele Köche)
- 2012: Inga Lindström: Die Sache mit der Liebe (Fernsehreihe)
- 2012: Auf Herz und Nieren (Folge Die Polizistin)
- 2013, 2018: SOKO Leipzig (verschiedene Rollen, 2 Folgen)
- 2013: Heldt (Folge Letzte Runde)
- 2014: Heiter bis tödlich: Hauptstadtrevier (Folge Fashion Victim)
- 2014: Rosamunde Pilcher: Vertrauen ist gut, verlieben ist besser (Fernsehreihe)
- 2014: Mordsfreunde – Ein Taunuskrimi (Fernsehreihe)
- 2015, 2018: Notruf Hafenkante (verschiedene Rollen, 2 Folgen)
- 2015: Der Bergdoktor (Folge Zwei Mütter)
- 2015: Eichwald, MdB (Folge Die Ampel)
- 2015: SOKO Köln (Folge Tod einer Stilberaterin)
- 2016: In aller Freundschaft – Die jungen Ärzte (Folge Auf Messers Schneide)
- 2016: Katie Fforde: Du und ich (Fernsehreihe)
- 2018, 2020: SOKO Köln (2 Folgen)
- 2019: SOKO Hamburg (Folge Tod einer Unsichtbaren)
- 2019: SOKO Potsdam (Folge Ein bedrohtes Paradies)
- 2020: Tatort: Das fleißige Lieschen (Fernsehreihe)
- seit 2021: Nord bei Nordwest (Fernsehreihe) → siehe Besetzung

## Theater (Auswahl)
- 2005: Theodor Fontane: Frau Jenny Treibel (Hans Otto Theater; Regie: Uwe Eric Laufenberg)
- 2006: Theodor Fontane: Effi Briest (Hans Otto Theater; Regie: Petra Luisa Meyer)
- 2006: Julia Timoschenko (Hans Otto Theater; Regie: Adriana Altaras)
- 2006: Kai Hermann: Wir Kinder vom Bahnhof Zoo (Sophiensäle; Regie: Uli Rasche)
- 2009: William Shakespeare: Wie es euch gefällt (Deutsches Theater Berlin; Regie: Katharina Thalbach)

## Hörspiele (Auswahl)
- 2003: Wilhelm Hauff: Der kleine Muck (Rolle: Amarza) – Regie: Rainer Clute (Kinderhörspiel)
- 2010: Christian von Ditfurth: Lüge eines Lebens (1. Teil) (Rolle: Studentin) – Regie: Andrea Getto
- 2016: Alfred Behrens: Audiobiografie (Rolle: Sprecherin) – Regie: Alfred Behrens